# Спейсек, Сисси
Мэ́ри Эли́забет (Си́сси) Спе́йсек (англ. Mary Elizabeth "Sissy" Spacek; род. 25 декабря 1949) — американская актриса и певица, обладательница премии «Оскар» за лучшую женскую роль («Дочь шахтёра»), на которую она номинировалась в общей сложности шесть раз (1977, 1981, 1983, 1985, 1987, 2002).

## Биография
Родилась 25 декабря 1949 года в штате Техас в семье с чешскими корнями. После окончания школы Quitman High School Спейсек пыталась достичь успеха в качестве певицы. Она выступала в кафе Нью-Йорка, озвучивала рекламные ролики и даже выпустила под псевдонимом Rainbo сингл про Джона Леннона.
Незадолго до поступления в актёрскую школу Ли Страсберга дебютировала в фильме Энди Уорхола «Мусор». Более значительной была роль секс-рабыни в фильме «Первоклассный товар» (1972).
Успех пришёл к Сисси Спейсек в 1976 году, когда она сыграла заглавную роль в фильме «Кэрри» (реж. Брайан де Пальма), культовом фильме ужасов по роману Стивена Кинга. За эту роль она была впервые выдвинута на «Оскар», а также была удостоена специального упоминания на V Международном фестивале фантастического кино в Авориазе.
Сисси продолжала активно сниматься в течение 1970-х и 1980-х у таких крупных режиссёров, как Роберт Олтмен, Коста-Гаврас, Оливер Стоун, Дэвид Линч. В 1981 году актриса была удостоена премий «Оскар» и «Золотой глобус» за исполнение роли кантри-певицы Лоретты Линн в музыкальном фильме «Дочь шахтёра». Кроме этого, снималась в фильмах «Пропавший без вести», «Река» и «Преступления сердца». За все три фильма она номинировалась на «Оскар».
В 1990-е годы фильмы с её участием выходили гораздо реже, поскольку актриса посвятила себя воспитанию дочери, которая пошла по стопам матери и стала актрисой. В 2002 году Спейсек выиграла «Золотой глобус» за роль в психологической драме «В спальне» и в шестой раз была выдвинута на «Оскар».

## Личная жизнь
В 1974 году Спейсек вышла замуж за художника-постановщика Джека Фиска, с которым она познакомилась на съёмочной площадке фильма «Пустоши». У них есть две дочери: Скайлер Фиск (род. 8 июля 1982) и Мэдисон Фиск (род. 21 сентября 1988).

## Избранная фильмография
| Год  |   | Русское название                    | Оригинальное название          | Роль                 |
| ---- | - | ----------------------------------- | ------------------------------ | -------------------- |
| 1970 | ф | Мусор                               | Trash                          | девочка в баре       |
| 1972 | ф | Первоклассный товар                 | Prime Cut                      | Паппи                |
| 1973 | ф | Пустоши                             | Badlands                       | Холли Сарджис        |
| 1976 | ф | Кэрри                               | Carrie                         | Кэрри Уайт           |
| 1977 | ф | Добро пожаловать в Лос-Анджелес     | Welcome to L.A.                | Линда Мюррей         |
| 1977 | ф | Три женщины                         | 3 Women                        | Пинки Роуз           |
| 1980 | ф | Дочь шахтёра                        | Coal Miner's Daughter          | Лоретта Линн         |
| 1980 | ф | Стук сердца                         | Heart Beat                     | Кэролин Кэссиди      |
| 1981 | ф | Бродяга                             | Raggedy Man                    | Найта Лонгли         |
| 1982 | ф | Пропавший без вести                 | Missing                        | Бет Хорман           |
| 1983 | ф | Мозги набекрень                     | The Man with Two Brains        | Энн Уумеллмахайе     |
| 1984 | ф | Река                                | The River                      | Мэй Гарви            |
| 1986 | ф | Преступления сердца                 | Crimes of the Heart            | Бэйб Маграт Ботрелль |
| 1990 | ф | Долгая прогулка домой               | The Long Walk Home             | Мириам Томпсон       |
| 1991 | ф | Несдержанные обещания               | Hard Promises                  | Кристин Энн Коултер  |
| 1991 | ф | Джон Ф. Кеннеди. Выстрелы в Далласе | JFK                            | Лиз Гаррисон         |
| 1992 | ф | Частное дело                        | A Private Matter               | Шерри Финкбин        |
| 1994 | ф | Ищу маму                            | Trading Mom                    | различные роли       |
| 1995 | ф | Хорошие старые парни                | The Good Old Boys              | Спринг Ренфро        |
| 1995 | ф | Улицы Ларедо                        | Streets Of Laredo              | Лорена Паркер        |
| 1995 | ф | Луговая арфа                        | The Grass Harp                 | Верена Тэлбо         |
| 1996 | ф | Если бы стены могли говорить        | If These Walls Could Talk      | Барбара Барроуз      |
| 1998 | ф | Скорбь                              | Affliction                     | Марджи Фогг          |
| 1999 | ф | Простая история                     | The Straight Story             | Рози Стрэйт          |
| 1999 | ф | Взрыв из прошлого                   | Blast from the Past            | Хелен Уэббер         |
| 2001 | ф | В спальне                           | In the Bedroom                 | Рут Фаулер           |
| 2002 | ф | Бессмертные                         | Tuck Everlasting               | Мэй Так              |
| 2004 | ф | Дом на краю света                   | A Home at the End of the World | Элис Гловер          |
| 2005 | ф | Звонок 2                            | The Ring Two                   | Эвелин               |
| 2005 | ф | Девять жизней                       | Nine Lives                     | Рут                  |
| 2005 | ф | Северная страна                     | North Country                  | Элис Ами             |
| 2005 | ф | Призрак Красной реки                | An American Haunting           | Люси Белл            |
| 2006 | ф | Проблемы Грэй                       | Gray Matters                   | Сидни                |
| 2008 | ф | Четыре Рождества                    | Four Christmases               | Паула                |
| 2009 | ф | Похороните меня заживо              | Get Low                        | Мэтти Дарроу         |
| 2010 | с | Большая любовь                      | Big Love                       | Мерилин Деншам       |
| 2011 | ф | Прислуга                            | The Help                       | миссис Уолтерс       |
| 2012 | ф | Чёрный дрозд                        | Deadfall                       | Джун Миллс           |
| 2015 | с | Родословная                         | Bloodline                      | Салли Рэйберн        |
| 2018 | с | Касл-Рок                            | Castle Rock                    | Рут Дивер            |
| 2018 | ф | Старик с пистолетом                 | The Old Man & the Gun          | Джуэл                |
| 2018 | с | Возвращение домой                   | Homecoming                     | Эллен Бергман        |
| 2022 | с | Ночное небо                         | Night Sky                      | Ирэн Йорк            |

## Награды и номинации
| Награда                        | Год  | Категория                                                   | Фильм/Телесериал     | Результат |
| ------------------------------ | ---- | ----------------------------------------------------------- | -------------------- | --------- |
| Оскар                          | 1977 | Лучшая женская роль                                         | Кэрри                | Номинация |
| Оскар                          | 1981 | Лучшая женская роль                                         | Дочь шахтёра         | Победа    |
| Оскар                          | 1983 | Лучшая женская роль                                         | Пропавший без вести  | Номинация |
| Оскар                          | 1985 | Лучшая женская роль                                         | Река                 | Номинация |
| Оскар                          | 1987 | Лучшая женская роль                                         | Преступления сердца  | Номинация |
| Оскар                          | 2002 | Лучшая женская роль                                         | В спальне            | Номинация |
| BAFTA                          | 1975 | Лучший новичок                                              | Пустоши              | Номинация |
| BAFTA                          | 1982 | Лучшая женская роль                                         | Дочь шахтёра         | Номинация |
| BAFTA                          | 1983 | Лучшая женская роль                                         | Пропавший без вести  | Номинация |
| BAFTA                          | 2002 | Лучшая женская роль                                         | В спальне            | Номинация |
| Золотой глобус                 | 1981 | Лучшая женская роль в комедии или мюзикле                   | Дочь шахтёра         | Победа    |
| Золотой глобус                 | 1982 | Лучшая женская роль в драме                                 | Бродяга              | Номинация |
| Золотой глобус                 | 1983 | Лучшая женская роль в драме                                 | Пропавший без вести  | Номинация |
| Золотой глобус                 | 1985 | Лучшая женская роль в драме                                 | Река                 | Номинация |
| Золотой глобус                 | 1987 | Лучшая женская роль в комедии или мюзикле                   | Преступления сердца  | Победа    |
| Золотой глобус                 | 2002 | Лучшая женская роль в драме                                 | В спальне            | Победа    |
| Золотой глобус                 | 2008 | Лучшая женская роль в мини-сериале или телефильме           | Картинки Холлис Вудс | Номинация |
| Эмми                           | 1995 | Лучшая женская роль второго плана в мини-сериале или фильме | Хорошие старые парни | Номинация |
| Эмми                           | 2002 | Лучшая женская роль второго плана в мини-сериале или фильме | Последний шанс       | Номинация |
| Эмми                           | 2010 | Лучшая приглашённая актриса в драматическом телесериале     | Большая любовь       | Номинация |
| Премия Гильдии киноактёров США | 1995 | Лучшая женская роль в телефильме или мини-сериале           | Приют для Энни       | Номинация |
| Премия Гильдии киноактёров США | 2002 | Лучшая женская роль в телефильме или мини-сериале           | Акушерки             | Номинация |
| Премия Гильдии киноактёров США | 2002 | Лучшая женская роль                                         | В спальне            | Номинация |